# Первомайка (Акмолинская область)
Первома́йка (каз. Первомайка) — село в Астраханском районе Акмолинской области Казахстана. Административный центр Первомайского сельского округа. Находится примерно в 35 км к юго-востоку от центра села Астраханка. Код КАТО — 113653100.

## Местоположение
Село расположено на территории Казахского мелкосопочника, на левом берегу реки Ишим, в 6 км от трассы Алматы—Екатеринбург (M36), между сёлами Камышенка и Лозовое.
Удалённость от районного центра села Астраханки составляет 35 км, расстояние от Первомайки до ближайшего города Астаны — около 87 км. Расстояние до ближайшей ж/д станции Жалтыр — 67 км.

## Население
По данным переписи 1989 г. в селе проживало 1889 человек. Из них национальный состав: немцы — 37 %, поляки — 23 %.
В 1999 году население села составляло 1385 человек (674 мужчины и 711 женщин). По данным переписи 2009 года в селе проживало 1388 человек (670 мужчин и 718 женщин). Согласно переписи 2021 года, в селе проживает 1080 человек (545 мужчин и 535 женщин).
| Численность населения | Численность населения | Численность населения | Численность населения |
| 1989                  | 1999                  | 2009                  | 2021                  |
| --------------------- | --------------------- | --------------------- | --------------------- |
| 1889                  | ↘1385                 | ↗1388                 | ↘1080                 |

## История
Место, где нынче раскинулось село Первомайка, именовалось двенадцатой точкой КарЛАГа. Сюда, в эту безбрежную, необжитую степь, которая со временем должна была стать для многих родной, в мае-июне 1936 года были депортированы поляки и немцы с Украины. Депортация проводилась преимущественно из районов, которые сейчас входят в большей степени в Житомирскую область, в меньшей - Хмельницкую и Винницкую области. В память о времени прибытия село было названо Первомайкой. Вторая партия депортированных переселенцев прибыла в сентябре 1936 года.  В годы Великой Отечественной войны сюда же были сосланы ингуши с Кавказа.
В 1937 году на базе точки № 12 села Первомайка организовали крупное сельскохозяйственное предприятие — колхоз имени Калинина. Первым председателем был Лифке Отто, а уже позднее новым председателем был Мичеслав Климковский, избранный своими же земляками.
В годы войны колхозники без сна и отдыха трудились на полях и фермах, выполняя главный заказ государства: «Всё для фронта, всё для победы!»
В 1942 году на основе постановления Государственного Комитета Обороны № 1123 сс от 10 января 1942 трудоспособное население  было мобилизовано для выполнения принудительной трудовой повинности, так называемая "трудармия". Первомайцы в тяжёлых условиях трудились на строительстве и лесозаготовках на Урале и в Сибири. Архивная копия от 30 ноября 2020 на Wayback Machine
Славилась Первомайка своей средней школой, которая была открыта в 1936 году. Первым директором школы был Галицкий Станислав Францевич, а затем школу возглавлял Ясиновский Денис Петрович в которой проработал бессменно в течение двадцати пяти лет. Первомайская средняя школа славилась своими выпускниками.
В 1946 году в селе Первомайка был организован Первомайский дом интернат для умственно-отсталых детей. Который ныне преобразован в Центр оказания специальных социальных услуг село Первомайка.
В 1961 году на базе колхозов имени «С. М. Кирова», «М. И. Калинина», «Советской Конституции» и «Большевик» был организован совхоз «Первомайский» с центральной усадьбой в селе Первомайка. Основные направления специализации сельского хозяйства: производство зерна, молочное скотоводство, выращивание молодняка крупного рогатого скота и овощеводство. Общая площадь сельхозугодий составляла 39 048 га. Совхоз «Первомайский» получил неофициальное звание совхоза-миллионера, он неоднократно отмечался государственными наградами за развитие полеводства и животноводства.
Яркую страницу в историю не только села, но и района вписали: Степан Трофимов — директор Первомайской МТС, Станислав Галицкий — первый учитель села и первый директор сельской школы, Иван Фарик — бригадир тракторно-полеводческой бригады, которая добивалась рекордных урожаев зерновых, за что совхоз отмечался государственными наградами.
Добрым словом вспоминают поныне сельчане директора совхоза Михаила Антипова — умелого организатора и опытного производственника. Слава неутомимых тружениц прочно закрепилась за животноводом Екатериной Гаевской и агрономом Марией Ситницкой.

## Административное деление
Первомайка является центром Первомайского сельского округа, с 2010 года включающего в себя три села:
- Первомайка,
- Лозовое,
- Камышенка.

## Улицы
- ул. Первомайская
- ул. Жастар (Комсомольская)
- ул. Мира
- ул. Садовая
- ул. Октябрьская
- ул. Целинная
- ул. Южная
- РТС микрорайон (ул. Женис, ул. Достык, ул. Енбек, ул. Батыс, ул. Бирлик)

## Инфраструктура
В Первомайке имеются:
- Первомайская средняя школа на 200 учащихся[8]
- больница (Первомайская семейно-врачебная амбулатория)
- Центр оказания специальных социальных услуг село Первомайка (бывший дом-интернат для детей-инвалидов)[9]
- ГККП "Ясли - сад села Первомайка на 80 мест[10]
- почтовое отделение (АО «Казпочта»)
- комбинированный блок-модуль по очистке воды
- ТОО «Гостиница Есіл» (Выращивание зерновых и зернобобовых культур, включая семеноводство и животноводство)
- хлебопекарня
- цех по изготовлению пищевых полуфабрикатов
- 7 магазинов
- 3 аптеки
- кафе
- парикмахерская
- швейная мастерская

Сегодня Первомайка — одно из преуспевающих сёл в Астраханском районе.
Базовым, градообразующим предприятием села и округа является ТОО «Фермер-2002». Ежегодно товарищество засевает около 40 тысяч га, из них около трёх — ячменем и масличными.

## Культура
В 1991 году в селе был открыт приход Римско-католической церкви. Тогда же приходу было дано имя Матери Божьей Святого Розария.
С 2004 года в Первомайке также успешно работает польский национально-культурный центр «Полония», волонтеры которого ведут активную работу по обучению польскому языку, пропаганде обычаев и традиций польского народа.

## Связь
В селе действуют операторы мобильной связи Beeline KZ, activ/Kcell, Tele2/Altel. Село Первомайка полностью телефонизировано и подключено к широкополосному интернету Megaline от компании Казахтелеком.